# 7. Panzer-Division (Wehrmacht)
Die 7. Panzer-Division war ein Großverband des Heeres der deutschen Wehrmacht im Zweiten Weltkrieg. Sie wurde am 18. Oktober 1939 aufgestellt und ist vor allem unter ihrem Spitznamen Gespensterdivision bekannt.

## 2. leichte Division

### Aufstellung
Am 10. November 1938 wurde in Thüringen im Wehrkreis IX und in Mainfranken die 2. leichte Division aufgestellt.
Die Gliederung mit den für den Verband durchgeführten Neuaufstellungen war:
- Divisionsstab (Gera)
- Kavallerie-Schützen-Regiment 6 () (im November 1938 aus Masse Infanterie-Regiment 103 durch Motorisierung)
- Kavallerie-Schützen-Regiment 7 () (aus Masse thüringische Landes-Polizei-Abteilung (mot.), Teile Infanterie-Regiment 103 und personellen Abgaben 1. leichte Division sowie Unterführern vom Ergänzungs-Bataillon / 29. Infanterie-Division)
- Aufklärungs-Regiment (mot.) 7 (Kissingen) (aus personellen Abgaben Aufkl.Rgt. 6, Kradschützen-Btl. 1 und 3 und Reiter-Regiment 17)
- Panzer-Abteilung (verl.) 66 (Eisenach) (aus Teilen Panzer-Regiment 2 und 7)
- Artillerie-Regiment (mot.) 78 () (aus Personalabgaben Artillerie-Regimenter 73 und 29)
- Panzerabwehr-Abteilung 42 () (aus Teilen der Panzer-Abwehr-Abteilungen 37 und 38)
- Pionier-Bataillon (mot.) 58 () (aus Pionier-Bataillon „Riesa“)
- Nachrichten-Kompanie (mot.) 83 () (aus Teilen der Nachrichten-Abteilungen 29 und 37)
- Nachschubtruppen Nr. 58

### Polenfeldzug
Zu Beginn des Angriffskriegs gegen Polen am 1. September 1939 stand die Division im Raum Groß-Strehlitz, etwa 20 km südöstlich Oppeln, im Bereitstellungsraum des XV. (15.) Armee-Korps der 10. Armee bei der Heeresgruppe Süd. Das Korps bildete den rechten Angriffsflügel seiner Armee und griff zwischen den Städten Tschenstochau in Norden und Kattowitz im Süden nach Osten in den Warthe/Pilica-Abschnitt (Quellgebiet der Warthe) vorstoßend an und wendete sich dann leicht in nordöstlicher Richtung auf Kielce zu. Der erste Vorstoß endete knapp östlich von Kielce am Rand des Waldgebietes um den Berg Lysa Gora.
Der weitere Vorstoß ging in Richtung Radom und erreichte Skarżysko-Kamienna. Die Division verfolgte polnische Truppen der Armee Prusy die sich auf Ilza zurückzogen und dort die nach Norden verlaufende Straße nach Radom sicherten. Es kam hier vom 8. bis zum 9. September zur Schlacht bei Radom, die mit der Einkesselung polnischer Truppen und der Kapitulation von ca. 60.000 Mann endete. Die 2. leichte Division bildete dabei die westliche Einkesselungsfront.
Am 12. September wurde die Division zur 8. Armee in den Bzura-Abschnitt verlegt. Hier gehörte die Division zum Einschließungsring um Warschau westlich von Modlin. Die Kämpfe in diesem Bereich dauerten vom 19. bis zum 26. September.
Ende September wurde die Division in die Heimatgarnisonen entlassen und verlegte zurück nach Thüringen.

## 7. Panzer-Division

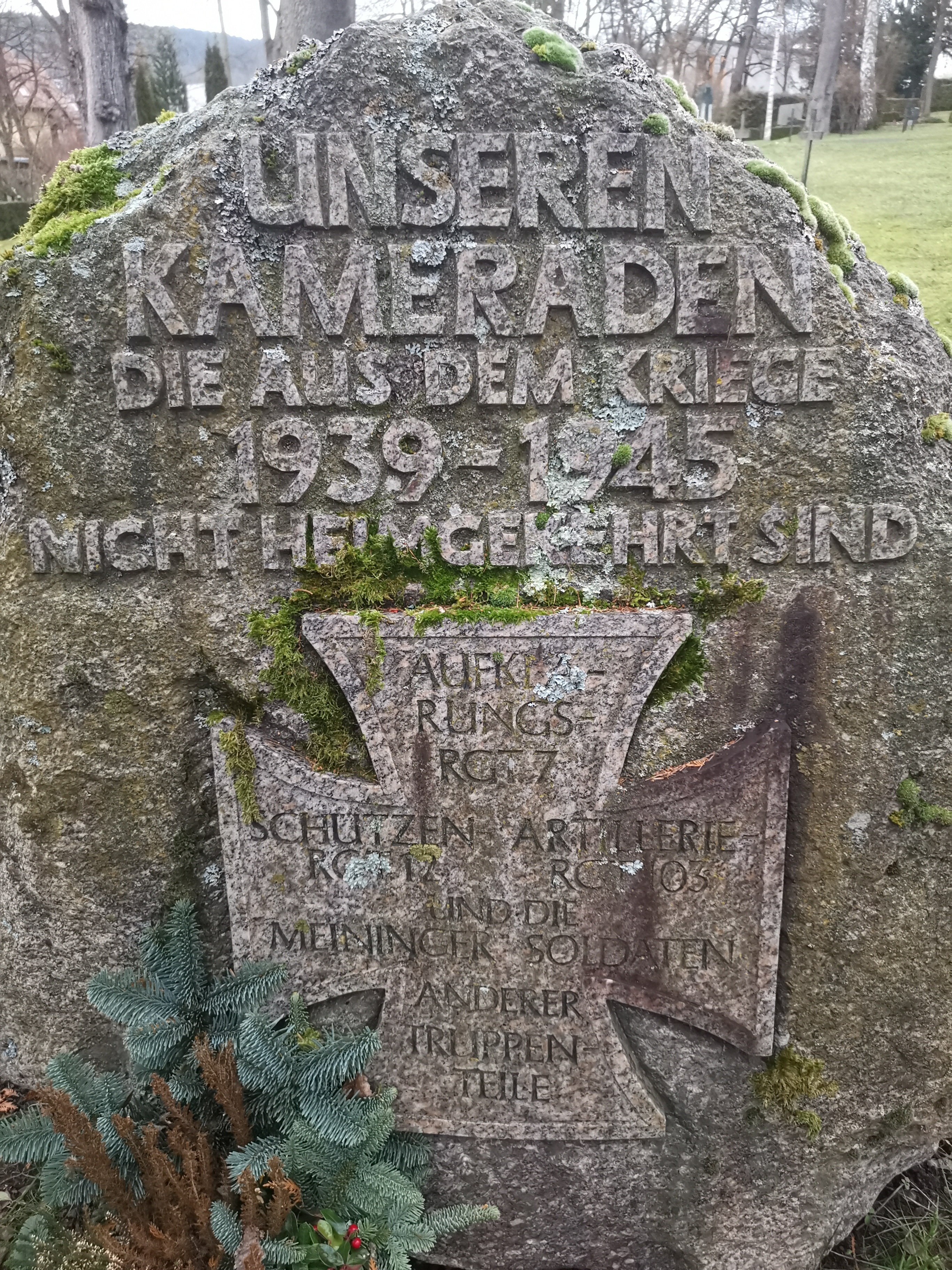
Gedenkstein Parkfriedhof Meiningen

### Aufstellung durch Umgliederung
Die Division wurde am 18. Oktober 1939 durch die Umgliederung der 2. leichte Division zu einer Panzerdivision gebildet.
Die Gliederung mit den für den Verband durchgeführten Neuaufstellungen war:
- Divisionsstab (Gera)

- Panzer-Regiment 25 (Erlangen) (neu zugeteilt mit Stab und I. Abteilung)
  - I. Abteilung / Panzer-Regiment 23 () (von der Panzer-Brigade 6 kommend)

- Panzer-Abteilung 66 (Eisenach) (Übernahme vom Vorgängerverband)
- Schützen-Brigade 7 () (aus Personalabgaben der Kav.-Sch.-Regt. 6 und 7, Teile der Nachrichten-Abt. (mot.) 29 und 37)
  - Schützen-Regiment 6 () (Übernahme vom Vorgängerverband und Umbenennung)
  - Schützen-Regiment 7 () (Übernahme vom Vorgängerverband und Umbenennung)
- Artillerie-Regiment (mot.) 78 () (Übernahme vom Vorgängerverband)
- Aufklärungs-Abteilung (mot.) 37 () (aus Teilen Aufklärungs-Regiment (mot.) 7)
- Panzer-Abwehr-Abteilung 42 () (aus I. Bataillon / Aufklärungs-Regiment (mot.) 7)
- Nachrichten-Abteilung (mot.) 83 () (Übernahme vom Vorgängerverband)
- Pionier-Bataillon 58 () (Übernahme vom Vorgängerverband)
- Flak-Artillerie-Abteilung (mot.) 296 () (aus )
- Sonstige Versorgungstruppen mit der Nr. 58

Im Jahr 1940 wurde das Kradschützen-Bataillon 7 aus der Masse II. Bataillon / Aufklärungs-Regiment (mot.) 7 für die Division aufgestellt.
Für den Angriff im Westen wurde dem Verband im Mai 1940 die schwere Infanterie-Geschütz-Kompanie (mot.) 705 mit 6 15-cm-sIG 33 (Sf) auf Pz.I B unterstellt. Weiterhin wurde die Artillerie-Abteilung durch die Zuführung und Unterstellung der schweren II. Abteilung / Artillerie-Regiment (mot.) 45 verstärkt.

### Frankreichfeldzug
Berühmt wurde die 7. Panzer-Division unter ihrem Kommandeur Generalmajor Erwin Rommel im Frankreichfeldzug 1940. Er konnte mit ihr die verlängerte Maginot-Linie in der Nähe von Maubeuge durchbrechen und durch das Artois zur Küste vorstoßen. Durch den schnellen Vorstoß überraschte er nicht nur die Franzosen, sondern auch die eigenen Vorgesetzten. Diese waren zum Teil recht ungehalten, da Rommel dadurch die Sicherung seiner Flanken vernachlässigte und seine Einheiten somit dem Risiko der Abschneidung aussetzte. Da Rommel seine Einheiten von der vordersten Linie aus befehligte, wusste selbst sein eigener Divisionsstab nicht immer, wo sich der Kommandeur befand. Kurzfristig geriet die Division am 21. Mai durch einen britischen Gegenangriff in der Schlacht von Arras in Bedrängnis.
Weil die 7. Panzer-Division an Stellen auftauchte, wo sie sie nicht erwarteten, bekam sie von französischen Soldaten den Namen „Gespensterdivision“ (La division fantôme). Dieser Name blieb ihr bis zum Ende des Krieges erhalten.

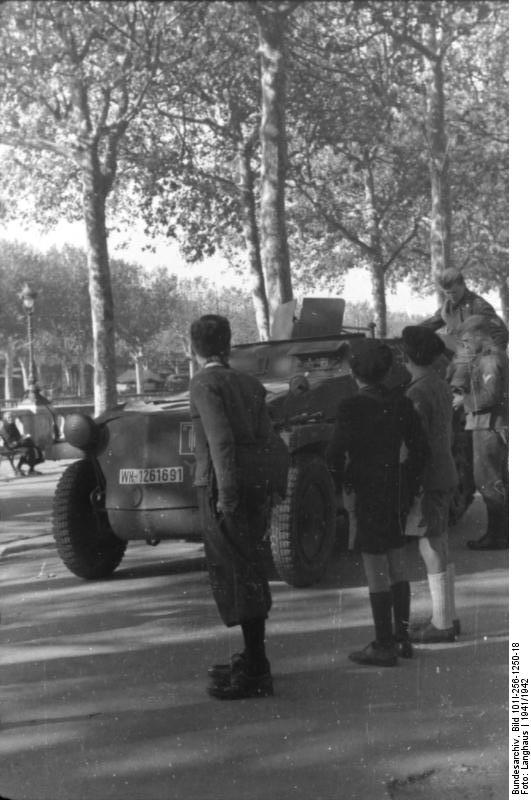
Sd.Kfz. 250 (Truppenkennzeichen rechts neben dem Kennzeichen), Paris, 1941.

Die 7. Panzer-Division verblieb bis zum Februar 1941 zur Auffrischung in Frankreich, in Vorbereitung für den Angriff auf die Sowjetunion.

### Unternehmen Barbarossa
Bei Beginn des Angriffs war sie im Rahmen des XXXIX. Armeekorps (mot.) der Heeresgruppe Mitte unterstellt, drang Ende Juni in Minsk ein und besetzte nach der Panzerschlacht von Senno am 9. Juli Witebsk. In der Kesselschlacht von Wjasma und beim folgenden Angriff auf Moskau (Schlacht um Klin) kämpfte sie im Rahmen des LVI. Panzerkorps wieder innerhalb der Panzergruppe 3.

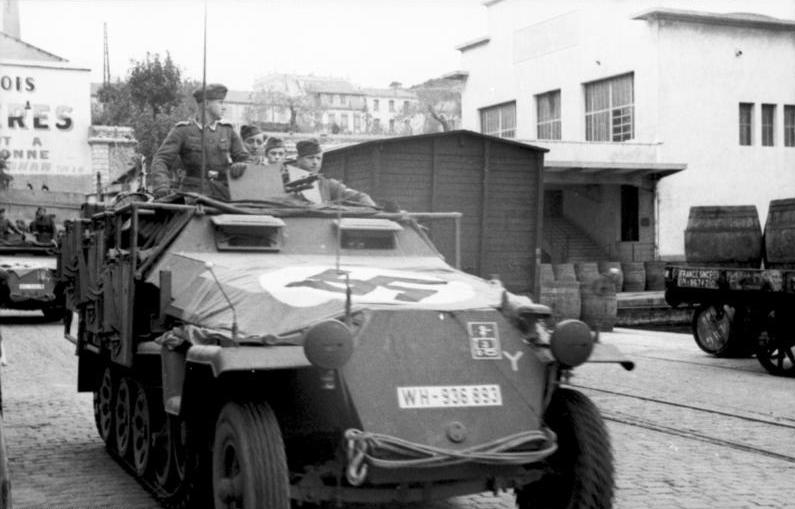
Sd.Kfz. 251 der 7. Panzer-Division mit schwerem Wurfrahmen 40, Südfrankreich 1942

Im Mai 1942 wurde die Division erneut in Frankreich aufgefrischt, um ab Februar 1943 wieder an der Ostfront eingesetzt zu werden. Dieses Mal jedoch am südlichen Teilabschnitt als Teil der in Heeresgruppe Süd umbenannten Heeresgruppe Don. Zu dieser Zeit nahm sie an der Schlacht bei Charkow teil.

### Unternehmen Zitadelle
Ab dem 5. Juli 1943 Angriffskämpfe im Rahmen des Unternehmen Zitadelle beim XXXXIII. (43.) Panzer-Korps, später folgte ein langer Rückzug durch die Ukraine, wobei sie bei der Schlacht um Kiew und Shitomir kämpfte.
Im Juli 1944 wurde die I.Abteilung/Panzer-Regiment 25 mit neuen Panzerkampfwagen V Panther wieder zugeführt, um den bis dahin überlegenen sowjetischen T-34-85-Panzern etwas entgegenzusetzen.

### Heeresgruppe Nord
Im August 1944 wurde die Division zur Heeresgruppe Nord ins Baltikum verlegt und verblieb dort bis zum November des gleichen Jahres. Anschließend wurde auch sie durch die Rote Armee nach Westen zurückgedrängt.

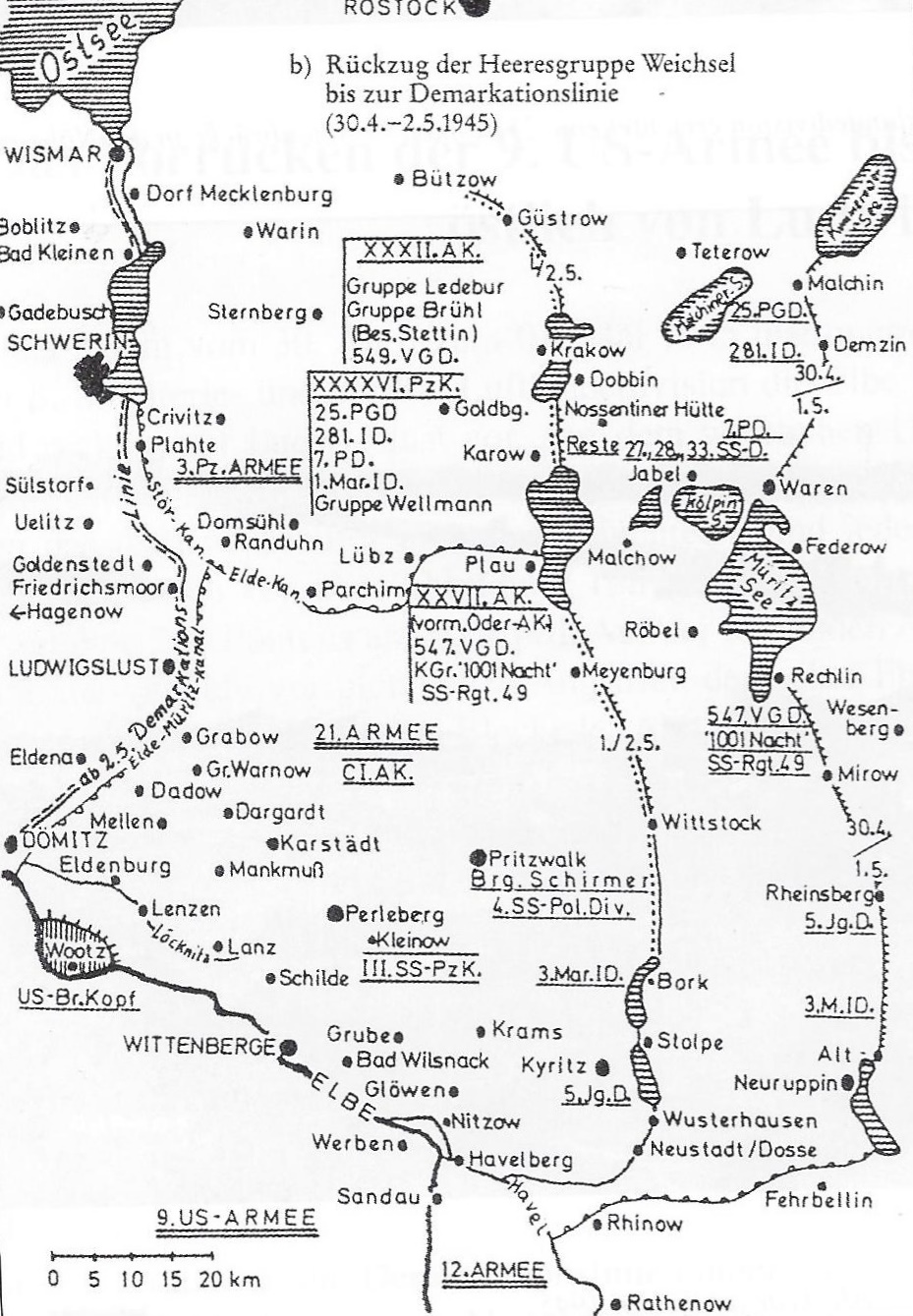
Anfang Mai 1945 vor Schwerin

### Kapitulation
Um der sowjetischen Gefangenschaft zu entgehen, ergaben sich die Überreste der Kampfgruppe 7. Panzer-Division unter Oberst Hans Christern am 8. Mai 1945 der britischen Armee in Schwerin.
Vier von insgesamt 27 Trägern des Ritterkreuzes mit Eichenlaub, Schwertern und Brillanten waren zeitweise Kommandeure dieser Division:
- Erwin Rommel
- Hasso von Manteuffel
- Adelbert Schulz
- Karl Mauss

## Kommandeure
- Generalmajor Georg Stumme – 18. Oktober 1939 bis 5. Februar 1940
- Generalmajor Erwin Rommel – 5. Februar 1940 bis 14. Februar 1941
- Generalmajor Hans Freiherr von Funck – 15. Februar 1941 bis 17. August 1943
- Oberst Wolfgang Glaesemer – 17. bis 20. August 1943
- Generalmajor Hasso von Manteuffel – 20. August 1943 bis 1. Januar 1944
- Generalmajor Adelbert Schulz – 1. bis 28. Januar 1944
- Oberst Wolfgang Glaesemer – 28. bis 30. Januar 1944
- Oberst/Generalmajor Karl Mauss 30. Januar bis 2. Mai 1944
- Generalmajor Gerhard Schmidhuber – 2. Mai bis 9. September 1944
- Generalmajor/Generalleutnant Karl Mauss – 9. September bis 31. Oktober 1944
- Generalmajor Hellmuth Mäder – 31. Oktober bis 30. November 1944
- Generalleutnant Karl Mauss – 30. November 1944 bis 5. Januar 1945
- Generalmajor Max Lemke – 5. bis 23. Januar 1945
- Generalleutnant Karl Mauss – 23. Januar bis 25. März 1945
- Oberst Hans Christern – 26. März bis 8. Mai 1945

## Vergleichende Gliederung
| April 1940 Westfeldzug                                           | 1943 Ostfront                                             |
| ---------------------------------------------------------------- | --------------------------------------------------------- |
| - Panzer-Regiment 25 - Panzer-Abteilung 66                       | - Panzer-Regiment 25                                      |
| - Schützen-Brigade 7 - Schützen-Regiment 6 - Schützen-Regiment 7 | - Panzergrenadier-Regiment 6 - Panzergrenadier-Regiment 7 |
| - Kradschützen-Bataillon 7                                       |                                                           |
| - Artillerie-Regiment 78                                         | - Panzer-Artillerie-Regiment 78                           |
|                                                                  | - Heeres-Flak-Artillerie-Abteilung 296                    |
| - Aufklärungs-Abteilung 37                                       | - Panzer-Aufklärungs-Abteilung 7                          |
| - Panzerjäger-Abteilung 42                                       | - Panzerjäger-Abteilung 42                                |
| - Pionier-Bataillon 58                                           | - Panzer-Pionier-Bataillon 58                             |
| - Nachrichten-Abteilung 83                                       | - Panzer-Nachrichten-Abteilung 83                         |
| - Versorgungstruppen 58                                          | - Panzer-Versorgungstruppen 58                            |

## Einsatzgebiete
- Polen – September 1939 bis Mai 1940
- Belgien und Frankreich – Mai 1940 bis Februar 1941
- Deutschland – Februar bis Mai 1941
- Sowjetunion – Mai 1941 bis Mai 1942
- Frankreich – Mai 1942 bis Februar 1943
- Sowjetunion – Februar 1943 bis August 1944
- Baltikum und Ostpreußen – August 1944 bis Januar 1945
- Polen und Deutschland – Januar bis Mai 1945

## Bekannte Divisionsangehörige
- Siegfried Lowitz (1914–1999), Schauspieler, wurde als Grenadier ins Schützen-Regiment 6 eingezogen, kämpfte an der Ostfront und in Frankreich, wurde dann 1943 wegen einer Verletzung, die er sich bei einem Motorradunfall zugezogen hatte, frontuntauglich und als Soldat aus der Armee entlassen.